# Victor Pálsson
Guðlaugur Victor Pálsson, född 30 april 1991 i Reykjavik, är en isländsk fotbollsspelare som spelar för engelska EFL League One-klubben Plymouth Argyle. Han har tidigare spelat för bland annat Liverpool, Hibernian, New York Red Bulls, NEC Nijmegen, Helsingborgs IF och Esbjerg fB. Pálsson har även representerat Islands landslag. Fadern är portugis.

## Klubbkarriär
Pálssons moderklubb är Fjölnir. Därefter spelade han för Fylkir innan han i tidig ålder blev utlandsproffs i danska AGF Aarhus. Efter två år i Danmark värvades han till engelska Liverpool, där han blev lagkapten i reservlaget. Under 2011 lånades han först ut till Dagenham & Redbridge och skrev sedan på för skotska Hibernian.
Efter ett år i Skottland flyttade han till USA och New York Red Bulls. Det blev en kort sejour i USA för Pálsson som i slutet av 2012 lånades ut till nederländska NEC Nijmegen, vilka han senare skrev på ett permanent kontrakt med.
I augusti 2014 skrev han på ett kontrakt med svenska Helsingborgs IF som gällde säsongen ut med option om förlängning. I september samma år valde HIF att använda optionen om förlängning och Pálsson skrev på för ytterligare 3,5 år. Den 31 augusti 2015 skrev Pálsson på för danska Esbjerg fB.
Den 25 maj 2021 värvades Pálsson av Schalke 04, där han skrev på ett tvåårskontrakt. Schalke 04 hade då nyligen degraderats från Bundesliga. Den 27 juli 2022 värvades Pálsson av amerikanska Major League Soccer-klubben DC United, där han skrev på ett kontrakt fram till 2024 med option på ytterligare ett år.